# 海厄特山
74°53′S 64°47′W / 74.883°S 64.783°W
海厄特山是南極洲的山峰，位於帕爾默地，屬於拉塔迪山脈的一部分，處於施米特山西北面9公里，美國地質調查局根據測量和該國海軍的空中照片繪入地圖，現時由南極條約體系管理。